# Monte Brè
Der Monte Brè (925 m ü. M.) ist ein Berg östlich von Lugano an der Flanke des Monte Boglia (1516 m ü. M.), der zu den Comer Voralpen innerhalb der grösseren Sektion Luganer Voralpen gehört (nach dem Klassifikationssystem SOIUSA).
Er ist ein beliebter Aussichtsberg mit Blick auf die Bucht von Lugano und die Walliser und Berner Alpen und gilt neben dem Monte San Salvatore als Hausberg von Lugano.

## Natur und Geografie
Das Gebiet um den Monte Brè ist grösstenteils bewaldet mit Eichen, Buchen, Birken und Edelkastanien; die Kastanien wurden bis in die 1950er-Jahre auch wirtschaftlich genutzt. In den Wäldern leben Dam- und Schwarzwild, Dachs und Fuchs. Unter den geschützten Pflanzen ist die Weihnachtsrose, eine Alant-Art (Inula spiraeifolia), endemisch.
Der Berg ist einer der sonnigsten Punkte der Schweiz. Am Südhang mit den Luganer Villen-Stadtteilen Aldesago, Ruvigliana und Cassarate findet sich mediterrane Vegetation mit Pinien, Zypressen, Palmen, Akazien, Oleander, Oliven- und Granatapfelbäumen, deren Gedeihen durch das milde sonnige Klima des Tessins ermöglicht wird, das auch in höheren Lagen im Winter selten Frost kennt.
Nördlich erstreckt sich die Weidelandschaft der Alpe Bolla (1129 m) an den Hängen des Monte Boglia.

## Infrastruktur

### Funicolare Cassarate-Monte Brè
Seit 1912 führt eine Standseilbahn von Lugano-Cassarate über die Zwischenstation Suvigliana auf den Berg. Die Sektion 1 (Cassarate/Suvigliana) hat eine Streckenlänge von 196 m und eine maximale Steigung von 60 %. Die Sektion 2 (Suvigliana/Monte Brè) hat eine Streckenlänge von 1403 m und eine maximale Steigung von 47,5 %.

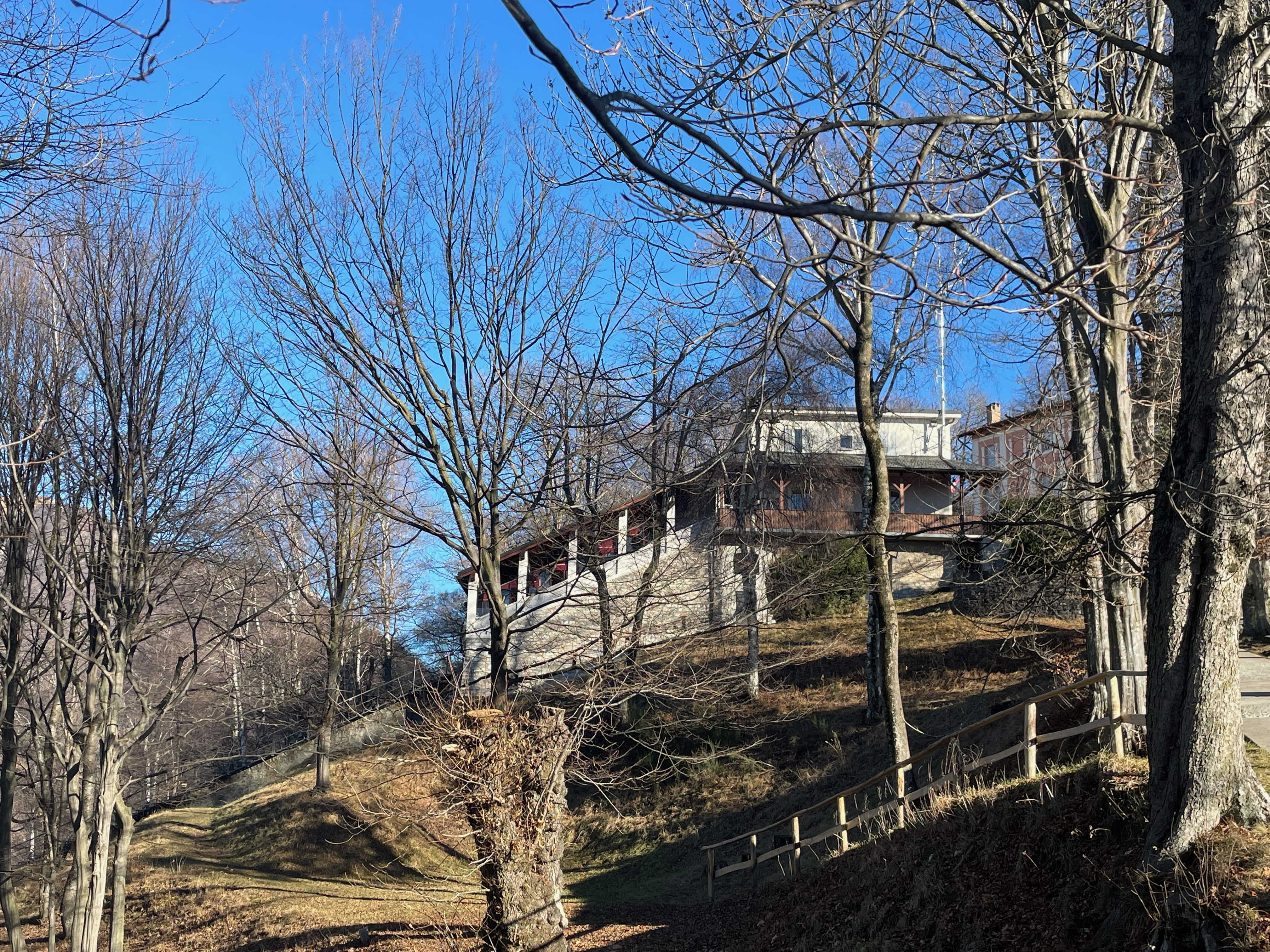
Bergstation
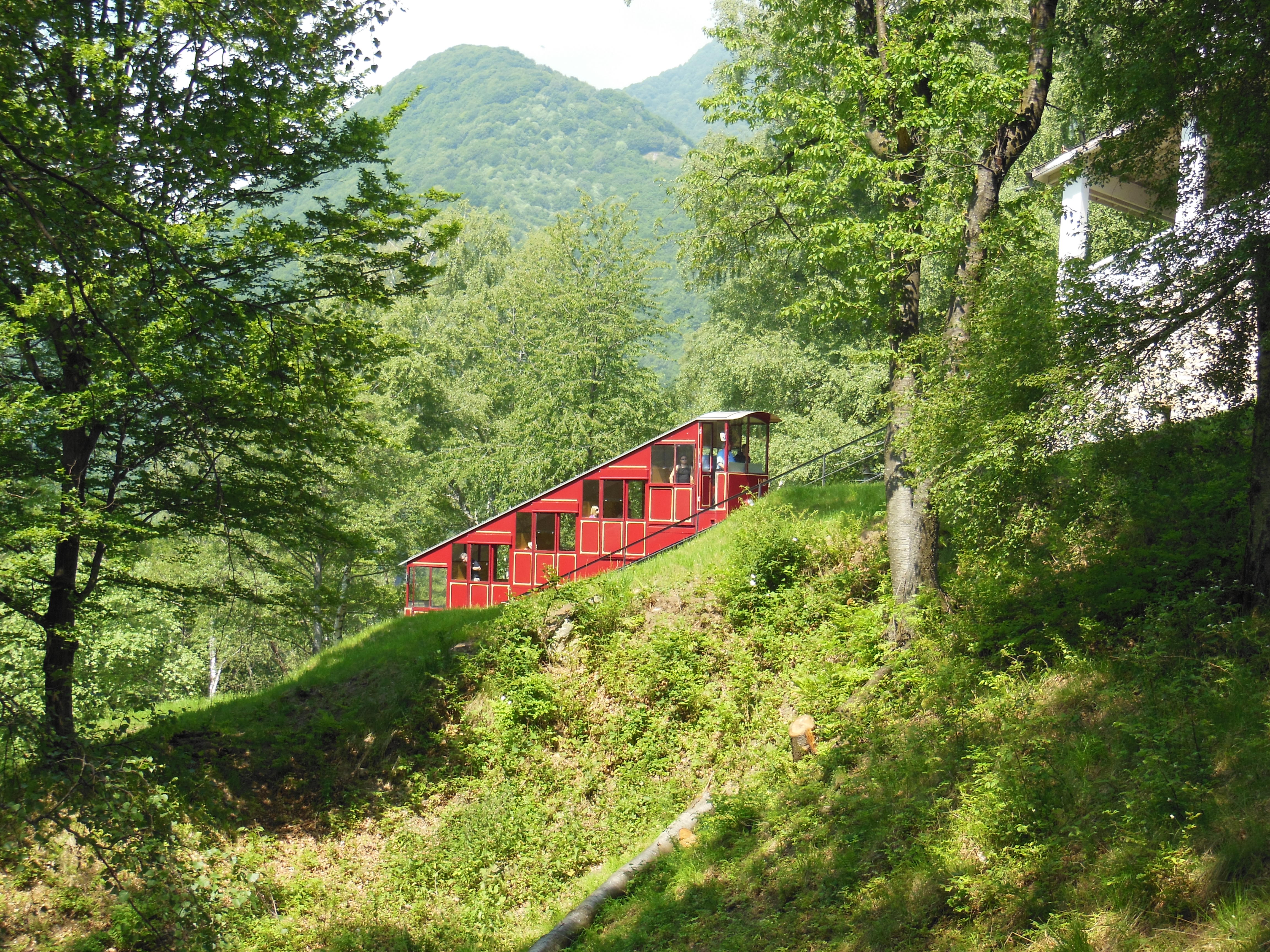
Standseilbahn zum Monte Brè
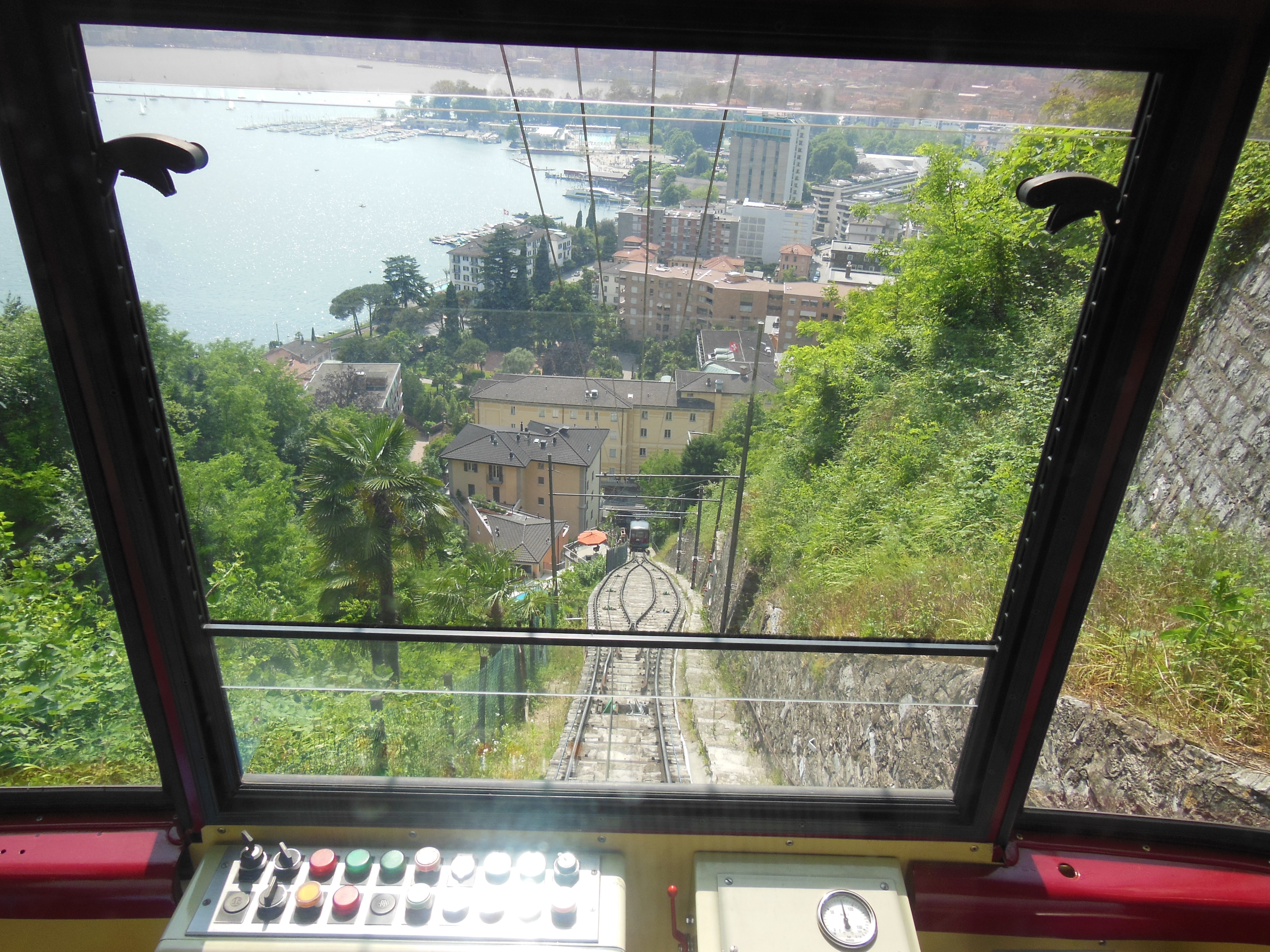
Kreuzungsweiche

### Wanderwege
Rund um den Gipfel ist ein verzweigtes Wanderwegenetz unterschiedlicher Schwierigkeitsgrade ausgebaut. Als leicht eingestuft ist der Treppenabstieg über das Dorf Brè und die Villenstadtteile am Südhang des Berges nach Lugano (ca. 2 Stunden, rund 600 Meter Höhendifferenz). Dieser Weg verläuft teilweise parallel zur Fahrstrasse (7 km) zwischen Brè und Cassarate, teilweise kürzt er deren Schleifen ab.
Als mittelschwer und schwer markiert sind die Gebirgspfade nach Norden zum Monte Boglia sowie weiter zum Sasso Grande (1491 m) und zur Berghütte Capanna Pairolo (1344 m), ebenso der Abstieg vom Dorf Brè über einen naturkundlichen und archäologischen Lehrpfad nach Gandria am Luganersee.

### Gebäude
Auf dem Gipfel stehen ein Aussichtsturm sowie eine Marienkapelle (Neubau von 1913 mit Madonnenstatue), deren Vorgängerbau auf einem Plateau ca. 100 m unterhalb des Gipfels beim Bau des ersten Hotel-Restaurants 1913 abgerissen worden war.
Weitere Gaststätten neben dem Hotel-Restaurant Vetta gibt es heute bei der Bergstation der Standseilbahn, im Dorf Brè sowie im Wandergebiet nördlich des Monte Brè; hier haben sie den Charakter landestypischer Grotti, d. h. rustikaler Gastwirtschaften im Freien mit regionaler Küche.

## Dorf Brè
Auf der Ostseite des Monte Brè befindet sich auf 800 m Höhe der Luganer Stadtteil Brè mit etwa 300 Einwohnern. Ein Autobus verbindet das Dorf Brè mit dem Zentrum von Lugano.
Architektonisch hat das Dorf Brè den typischen Charakter eines Tessiner Dorfes bewahrt. Auch das Lavatoio, der frühere Waschbrunnen, ist noch erhalten. Im traditionellen Dorfkern findet man einen Weg der Kunst mit Werken anerkannter Künstler.
Das Museum Wilhelm Schmid wurde einst vom gleichnamigen Maler bewohnt und enthält heute eine bedeutende Sammlung seiner Werke, die der Neuen Sachlichkeit und dem Magischen Realismus zugeordnet werden.

## Bilder

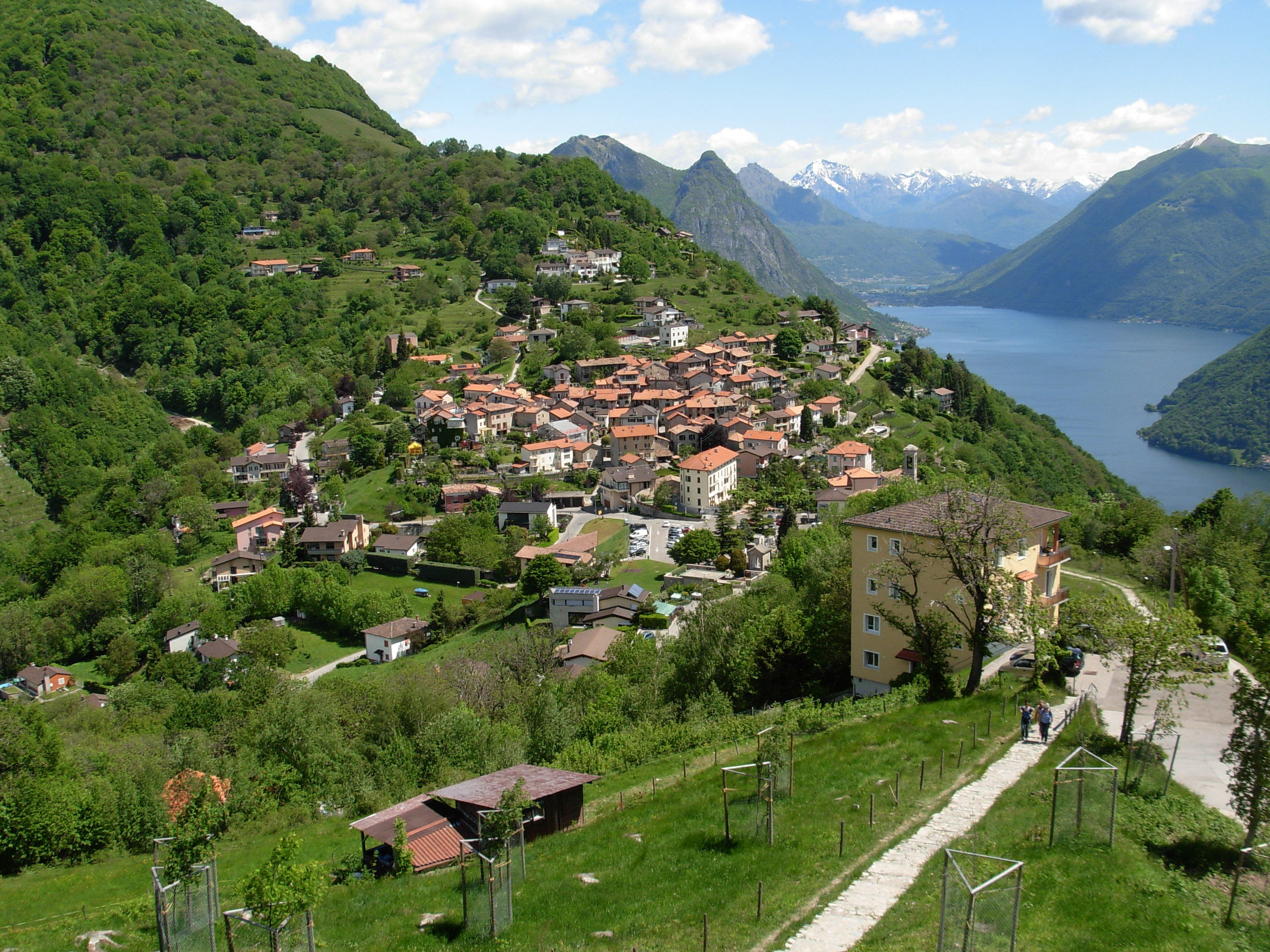
Das Dorf Brè vom Monte Brè aus
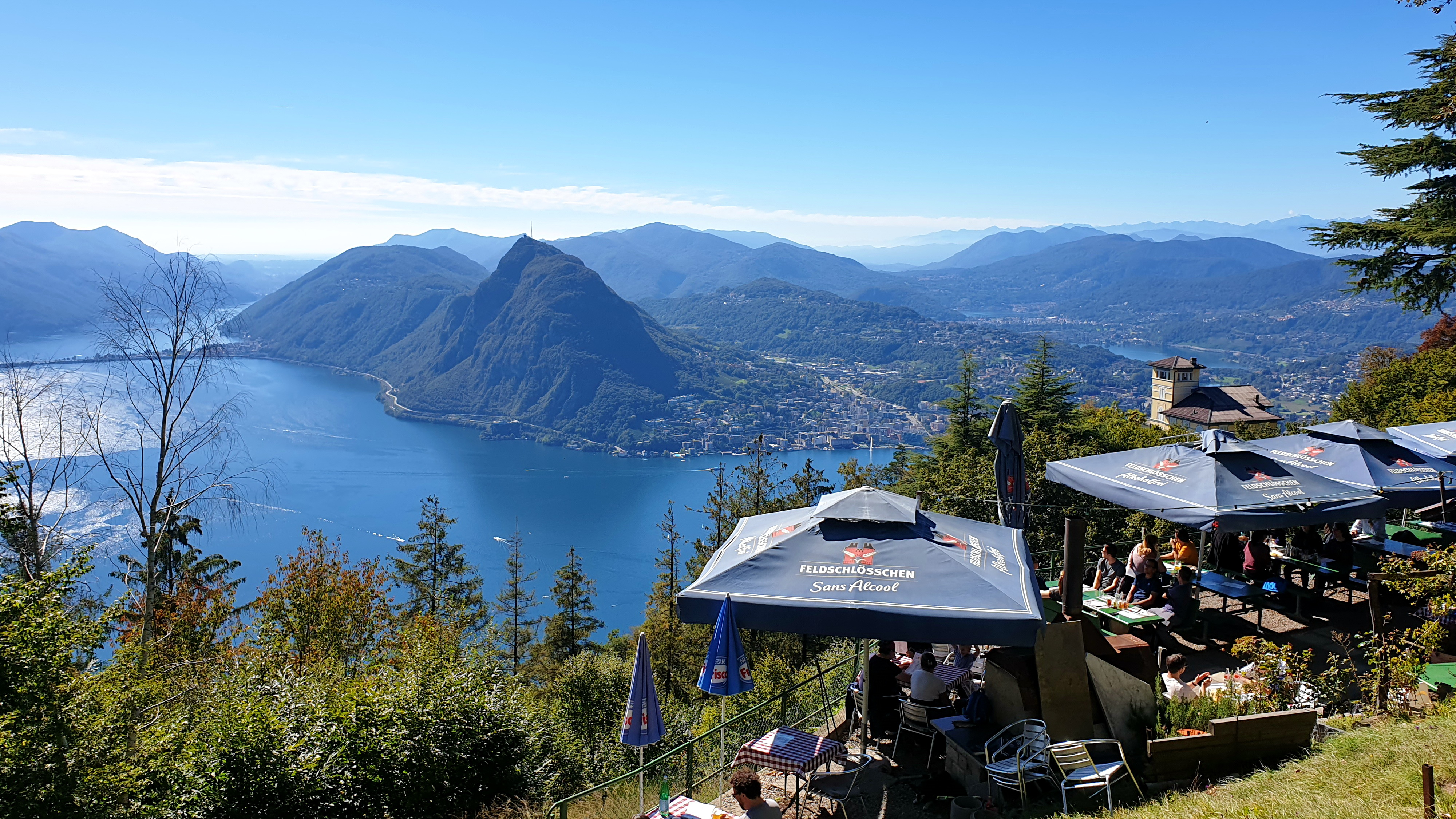
Blick vom Monte Brè, links der Damm von Melide, in der Bildmitte Paradiso TI
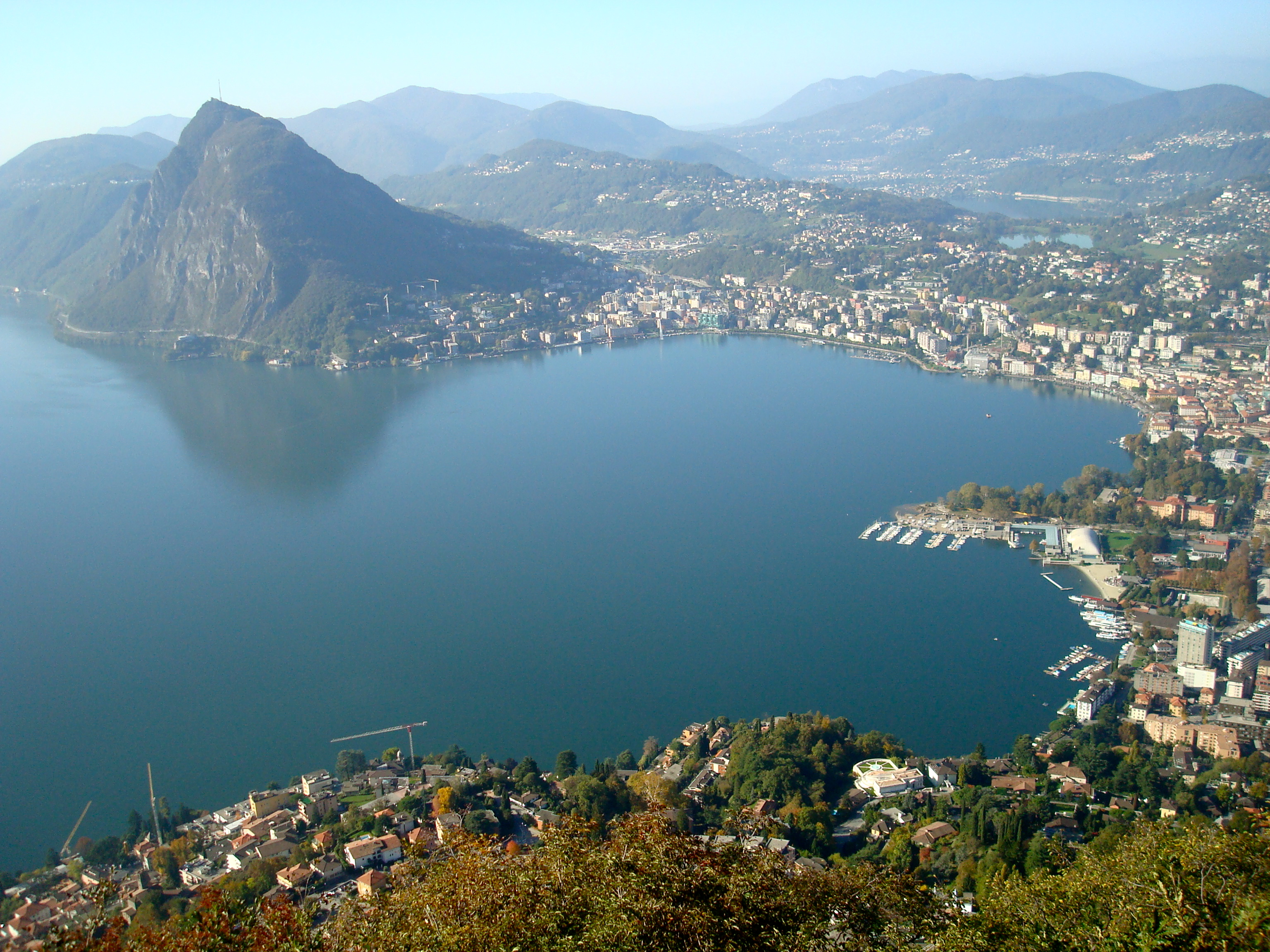
Blick vom Monte Brè auf Lugano und den Monte San Salvatore
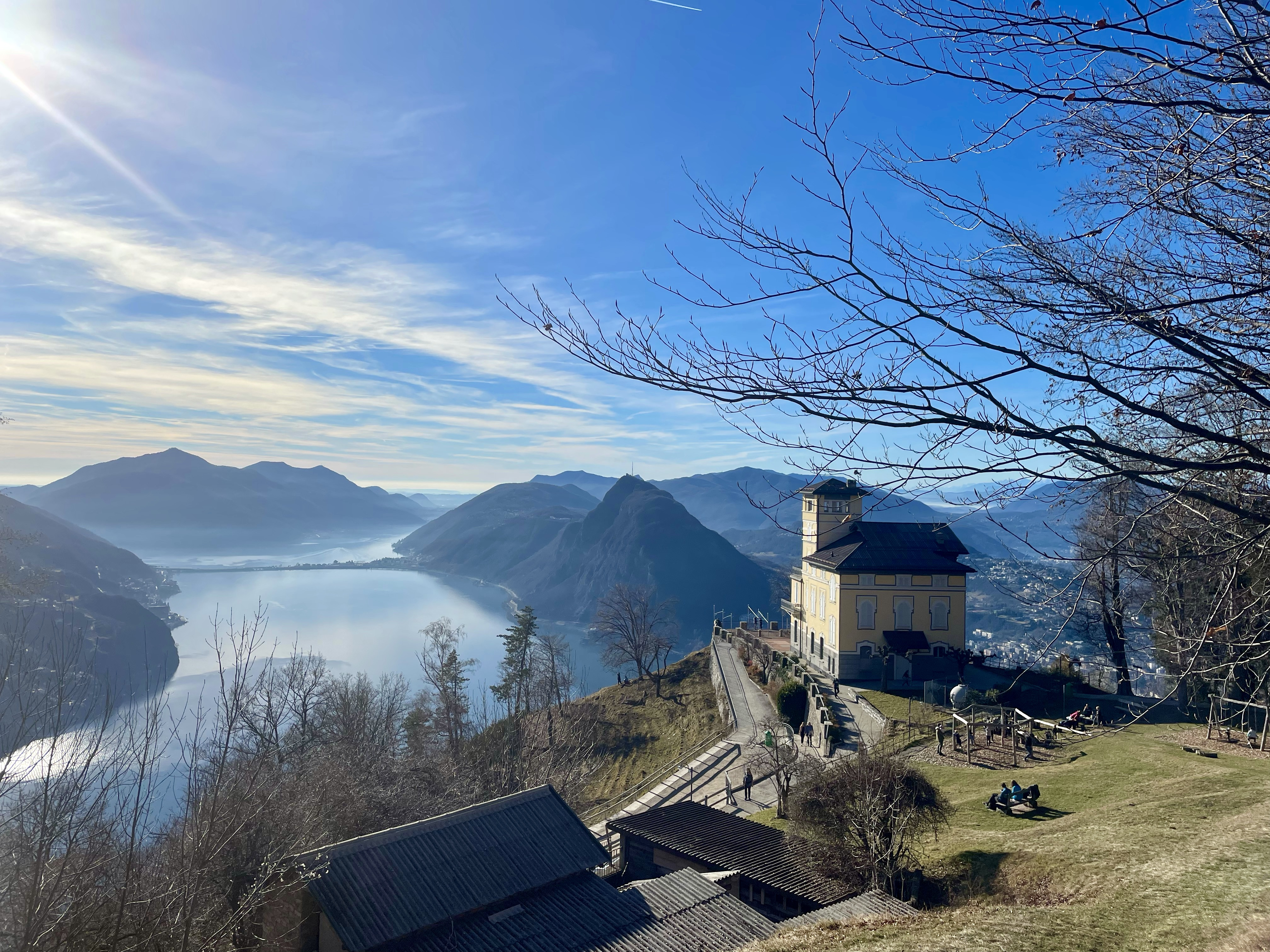
Hotel Vetta, Blick nach Süden
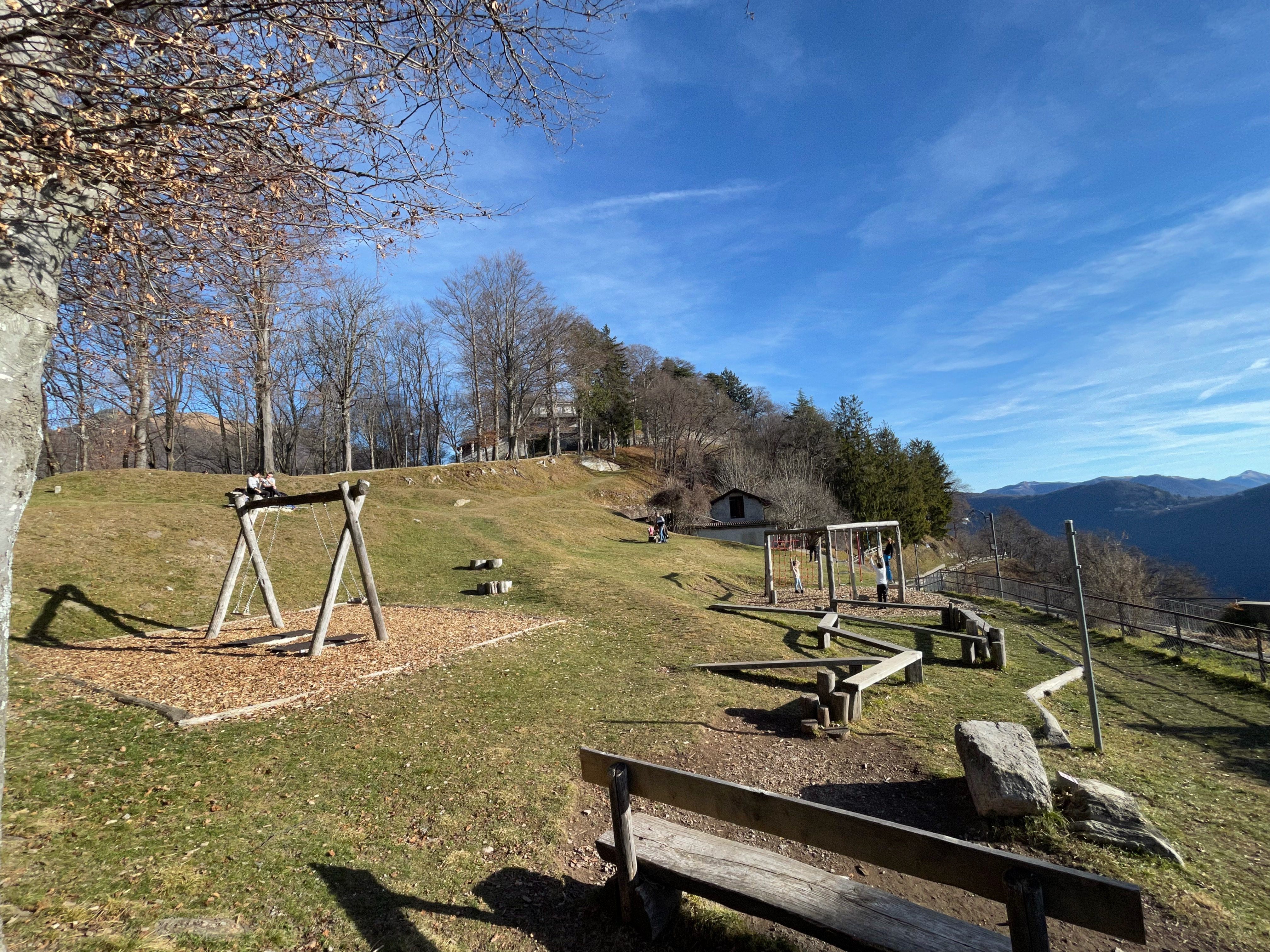
Spielplatz
Werner Friedli: Monte Brè, historisches Luftbild (1946)